# 北海道道302号雄信内停車場線
北海道道302号雄信内停車場線（ほっかいどうどう302ごう おのぶないていしゃじょうせん）は、北海道天塩郡幌延町と天塩郡天塩町を結ぶ一般道道（北海道道）である。

## 概要

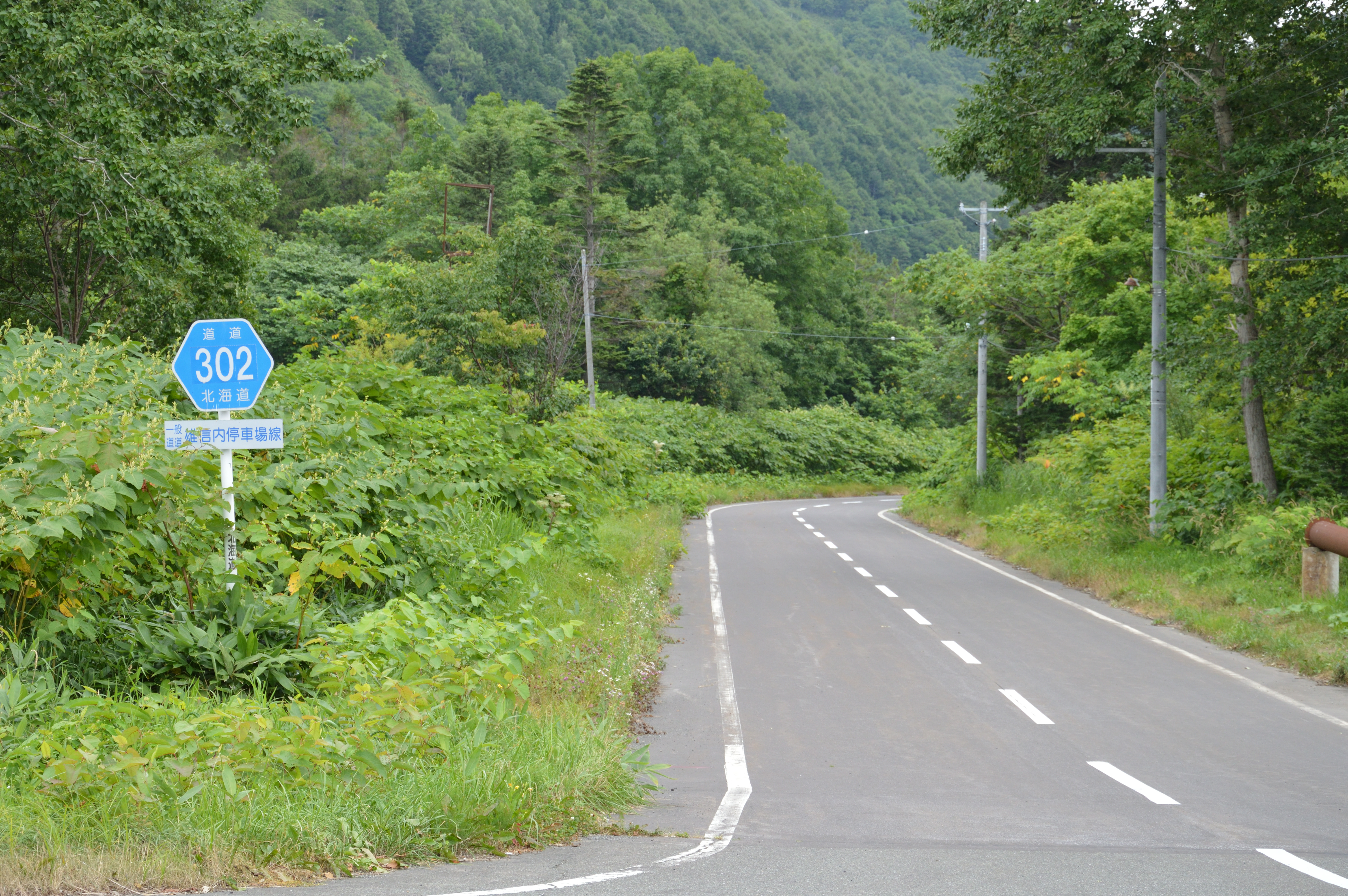
単独区間終点（道道256号への合流）付近（幌延町雄興　2017年8月）

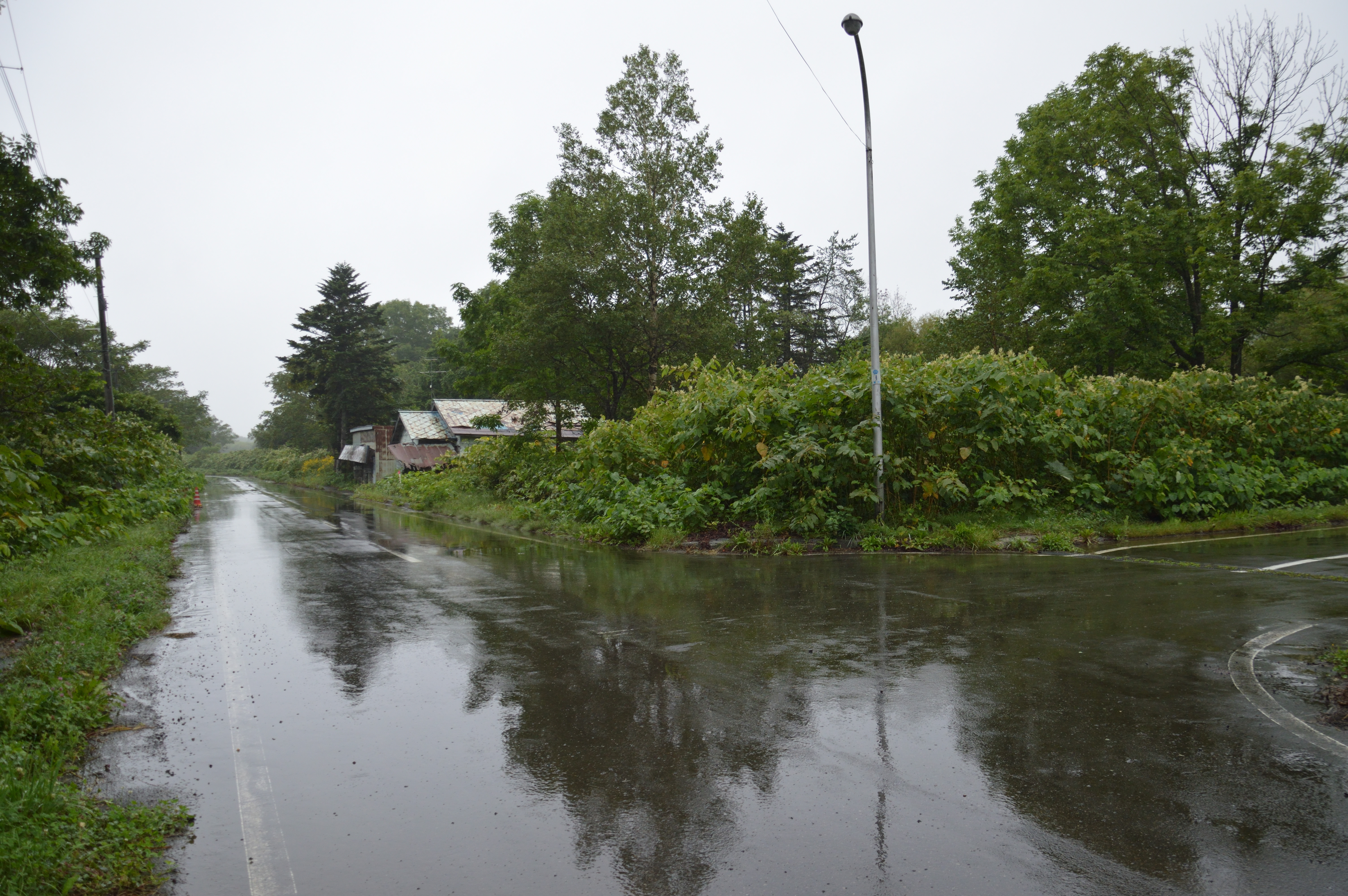
起点付近（幌延町雄興　雄信内駅前　2018年8月）

「北海道総合振興局及び振興局設置条例」が施行された2010年（平成22年）4月に、起点側の幌延町の管轄が留萌支庁（→留萌振興局）から宗谷総合振興局（←宗谷支庁）に移動したことにより、2つの管内を結ぶ路線となったが、単独区間はすべて幌延町側（宗谷管内）にあり、留萌管内に至る区間はすべて北海道道256号豊富遠別線との重複区間となっている。
なお、路線名称は「おのぶないていしゃじょうせん」であるが、駅名は「おのっぷない」と読む。

### 路線データ
- 起点：北海道天塩郡幌延町字雄興（JR北海道 宗谷本線 雄信内信号場）
- 終点：北海道天塩郡天塩町字オヌプナイ（国道40号交点）
- 総延長：1.622 km
- 実延長：0.340 km
- 重用延長：1.282 km

### 道路管理者
- 宗谷総合振興局 稚内建設管理部 事業課
- 留萌振興局 留萌建設管理部 遠別出張所

## 歴史
- 1957年（昭和32年）7月25日 - 258号として路線認定[2]。
- 1994年（平成6年）10月1日 - 路線番号を302号に変更[3]。

## 路線状況

### 重複区間
- 北海道道256号豊富遠別線（幌延町字雄興 - 天塩町字オヌプナイ）

## 地理

### 通過する自治体
- 宗谷総合振興局
  - 天塩郡幌延町
- 留萌振興局
  - 天塩郡天塩町

### 交差する道路
幌延町
- 北海道道256号豊富遠別線 - 字雄興

天塩町
- 国道40号 - 字オヌプナイ（終点）

### 沿線にある施設など
幌延町
- JR北海道 宗谷本線 雄信内信号場 - 字雄興